# 2017-es iraki kurdisztáni függetlenségi népszavazás
A 2017-es iraki kurdisztáni függetlenségi népszavazást szeptember 25-én tartották. Az iraki kurd fennhatóság alatt élők a 72%-a vett részt a referendumon, akiknek 92,73%-a a függetlenség mellett szavazott. A népszavazást ugyanakkor az iraki kormány illegálisnak tartja és nemzetközi szinten sem kapott számottevő támogatást.

## Háttér
A hivatalosan Irak autonóm régióját képező Iraki Kurdisztán vezetése hosszú ideje célul tűzte ki a függetlenség elérését. Az Iszlám Állam  visszaszorítását és Moszul visszafoglalását követően Maszúd Barzáni, Iraki Kurdisztán elnöke 2017. június 7-én bejelentette, hogy 2017. szeptember 25-én Iraki Kurdisztánban és az uralma alatt lévő vitatott területeken függetlenségi népszavazást tartanak.
A népszavazás már évek óta napirenden volt, azonban az iraki és nemzetközi aggályokra való tekintettel elhalasztották. A legfontosabb érv az Iszlám Állam elleni küzdelem veszélyeztetése és a térség stabilitásának megbontása volt. Az Iszlám Állam vereségével - amiben a kurdok igen fontos szerepet játszottak - kedvező feltételek teremtődtek a népszavazás megtartására. A kurd peshmergák ellenőrzésük alá vonták az Iraki Kurdisztánhoz hivatalosan nem tartozó, vitatott területeket (pl. Kirkuk), amelyeket a létrehozandó kurd állam részének tekintenek. Eközben az iraki állam továbbra is rendkívül legyengült állapotban maradt.

## Nemzetközi reakciók
A népszavazást az iraki kormány illegálisnak tekinti. A komoly kurd kisebbséggel rendelkező Törökország, Szíria és Irán is határozottan ellenzik a referendumot és komoly lépésekkel fenyegettek megtartása esetén. A kurdok legfontosabb szövetségese, az Amerikai Egyesült Államok se támogatta a szavazás megtartását, ahogy az Európai Unió államai sem. A népszavazást nyíltan csak Izrael támogatta.

## Eredmények
Az előzetes eredmények szerint a részvételi arány 72% feletti volt, a függetlenséget támogatók aránya pedig 93%.

## Következmények
A kurd népszavazás nem kapott számottevő nemzetközi támogatást, ellenben valamennyi kurdok által lakott állam súlyos válaszlépéseket helyezett kilátásba Kurdisztán függetlenségének kikiáltása esetén. A kurd kormány a nem megfelelő körülményekre hivatkozva elnapolta a függetlenség kikiáltását és tárgyalásokat kezdeményezett az iraki kormánnyal a vitás kérdések rendezésére. Az iraki kormány azonban elutasította a függetlenségi folyamatot és kilátásba helyezte a vitatott területek megszállását a kurd határátkelők feletti ellenőrzés átvételét. 2017 októberében 
iraki kormányerők számottevő ellenállás nélkül elfoglalták a kurd uralom alatt álló vitatott területek többségét, köztük Kirkukot is. Az Egyesült Államok nem avatkozott be az eseményekbe.
Elemzők szerint az iraki kurd vezetés túlbecsülte lehetőségeit és ennek következményeként a független Kurdisztán létrejöttének jelentősen csökkent az esélye.